# Hohenloher Ebene östlich von Wallhausen
Hohenloher Ebene östlich von Wallhausen este o arie protejată (sit de importanță comunitară — SCI, arie de protecție specială avifaunistică — SPA) din Germania întinsă pe o suprafață de 538,88 ha, integral pe uscat.

## Localizare
Centrul sitului Hohenloher Ebene östlich von Wallhausen este situat la coordonatele 49°12′23″N 10°06′44″E / 49.2064°N 10.1122°E.

## Înființare
Situl Hohenloher Ebene östlich von Wallhausen a fost declarat arie de protecție specială avifaunistică în noiembrie 2007 pentru a proteja 6 specii de animale. Situl a fost protejat și ca sit de importanță comunitară în noiembrie 2007.

## Biodiversitate
Situată în ecoregiunea continentală, aria protejată nu include niciun habitat protejat.
La baza desemnării sitului se află mai multe specii protejate de  păsări (6): prepeliță (Coturnix coturnix), cristeiul de câmp (Crex crex), sfrâncioc roșiatic (Lanius collurio), sfrâncioc mare (Lanius excubitor excubitor), codobatura galbenă (Motacilla flava), nagâț (Vanellus vanellus)